# Tag Gallagher
Tag Gallagher est un écrivain, un essayiste, un journaliste, un critique de cinéma et un  historien américain du cinéma.

## Biographie
Tag Gallagher vit au Massachusetts (USA). Depuis les années 1960, il enseigne le cinéma dans des universités américaines.
Il est l'auteur d'ouvrages de référence concernant John Ford et Roberto Rossellini.
Il a publié de nombreux articles dans diverses revues dont, en France, Trafic, Cinémathèque, Positif et Vertigo.

## Publications
- John Ford. The Man and his Films, University of California press, 1986 •  (ISBN 0-52006-334-1)
- Les Aventures de Roberto Rossellini, essai biographique, traduit par Jean-Pierre Coursodon, Éditions Léo Scheer, 2006 •  (ISBN 2-75610-017-X)